# Muntenia nemzetközi InterCity
A Muntenia nemzetközi InterCity (Romániában InterRegioNight) egy a MÁV és a CFR Călători által közlekedtetett InterCity vonat (vonatszám: IC 78/79), amely Budapest és Bukarest között közlekedik.

## Története
1996/1997-es menetrendváltástól közlekedik. A vonat ekkor nemzetközi gyorsvonatként közlekedett Szombathely-Budapest-Bukarest között (vonatszám: 372/373). Budapest-Keleti pályaudvartól a vonat 20-as vasútvonalon közlekedett Szombathelyre. 2002/2003-as menetrendváltással megszüntették.
2020/2021-es menetrendváltással újraindították új vonatszámmal (78/79), de már csak Budapest-Keleti pályaudvartól közlekedik Bukarestbe.

## Útvonala
A vonat Budapest-Keleti pályaudvarról indul Szolnok, Békéscsaba, Lőkösháza, Arad, Temesvár és Craiova érintésével közlekedik.

## Megállóhelyei
| Megállóhelyek                          |
| -------------------------------------- |
| 1. Budapest-Keleti                     |
| 2. Szolnok                             |
| 3. Kétpó (csak Budapest felé)          |
| 4. Mezőtúr                             |
| 5. Nagylapos (csak Bukarest felé)      |
| 6. Gyoma                               |
| 7. Mezőberény                          |
| 8. Murony                              |
| 9. Békéscsaba                          |
| 10. Kétegyháza                         |
| 11. Lőkösháza                          |
| 12. Curtici (Kürtös) ( Románia)        |
| 13. Arad                               |
| 14. Timișoara Nord (Temesvár)          |
| 15. Lugoj (Lugos)                      |
| 16. Caransebeș (Karánsebes)            |
| 17. Băile Herculane (Herkulesfürdő)    |
| 18. Orșova (Orsova)                    |
| 19. Drobeta-Turnu Severin (Szörényvár) |
| 20. Balota                             |
| 21. Strehaia                           |
| 22. Filiasi                            |
| 23. Craiova                            |
| 24. Caracal                            |
| 25. Roșiori Nord                       |
| 26. Videle                             |
| 27. București Nord (Bukarest)          |

## Vonatösszeállítás
A vonatot Budapest és Kürtös között általában a MÁV ELOC 193 sorozatú mozdonya vontatja. Kürtöstől Bukarestig a CFR mozdonyai továbbítják.
Vonatösszeállítás 2024. december 15-étől:
| Kocsiszám | Típus                           | Útirány                                    |
| --------- | ------------------------------- | ------------------------------------------ |
|           | ELOC 193 villanymozdony         | Budapest – Kürtös                          |
|           | CFR 41 villanymozdony           | Kürtös – Bukarest                          |
| 423       | CFR AcBcmee (hálókocsi)         | Budapest – Bukarest                        |
| 424       | CFR B11 (termes másodosztályú)  | Budapest – Bukarest                        |
| 425       | CFR B11 (termes másodosztályú)  | Budapest – Bukarest                        |
| 31        | START Bd (termes másodosztályú) | Budapest – Lőkösháza                       |
| 32        | START Bd (termes másodosztályú) | Budapest – Lőkösháza                       |
| 33        | START Bd (termes másodosztályú) | Budapest – Lőkösháza                       |
|           | START Bd (termes másodosztályú) | Budapest – Lőkösháza (csak szükség esetén) |

| Kocsiszám | Típus                           | Útirány                                    |
| --------- | ------------------------------- | ------------------------------------------ |
|           | CFR 41 villanymozdony           | Bukarest – Kürtös                          |
|           | ELOC 193 villanymozdony         | Kürtös – Budapest                          |
|           | START Bd (termes másodosztályú) | Lőkösháza – Budapest (csak szükség esetén) |
| 33        | START Bd (termes másodosztályú) | Lőkösháza – Budapest                       |
| 32        | START Bd (termes másodosztályú) | Lőkösháza – Budapest                       |
| 31        | START Bd (termes másodosztályú) | Lőkösháza – Budapest                       |
| 425       | CFR B11 (termes másodosztályú)  | Bukarest – Budapest                        |
| 424       | CFR B11 (termes másodosztályú)  | Bukarest – Budapest                        |
| 423       | CFR AcBcmee (hálókocsi)         | Bukarest – Budapest                        |